# Jet Express
 (mars 2020).
Jet Express était une compagnie aérienne basée à Libreville, au Gabon. Elle a établi un calendrier national reliant les grandes villes du Gabon aux services régionaux vers les pays voisins d’Afrique de l’Ouest. Sa base principale était l’aéroport international de Libreville et est devenue en 2007 l'aéroport international OR Tambo à Johannesburg.

## Flotte
- Boeing 737-200
- McDonnell Douglas MD-87